# شارلوت پریش، سنت وینسنت و گرنادین‌ها
شارلوت پریش، سنت وینسنت و گرنادین‌ها (به لاتین: Charlotte Parish, Saint Vincent and the Grenadines) یک منطقهٔ مسکونی در سنت وینسنت و گرنادین‌ها است که در Georgetown, Saint Vincent and the Grenadines واقع شده‌است.

## خصوصیات
شارلوت پریش ۱۴۹ کیلومترمربع مساحت و ۳۸٬۰۰۰ نفر جمعیت دارد و ۱٬۰۲۱ متر بالاتر از سطح دریا واقع شده‌است.